# Digitale Rechte
Der Begriff Digitale Rechte (englisch digital rights) beschreibt das Menschenrecht, das es Individuen erlaubt, auf digitale Medien zuzugreifen, diese zu nutzen, welche zu kreieren und diese zu publizieren. Es beschreibt auch das Recht auf Zugang zu Computern – oder anderen elektronischen Geräten – sowie Telekommunikationsnetzwerke. Der Begriff bezieht sich insbesondere auf den Schutz und die Verwirklichung der bestehenden Rechte, wie das Recht auf Privatsphäre oder Meinungsfreiheit, und im Kontext der neuen digitalen Technologien bezieht es sich besonders auf das Internet. Internetzugang z. B. wurde in mehreren Ländern per Gesetz als Recht anerkannt.

## Menschenrechte und das Internet
Eine Reihe von Menschenrechten wurden, im Hinblick auf das Internet, als relevant identifiziert. Dazu gehören: Meinungsfreiheit, Datenschutz und Privatsphäre und die Vereinigungsfreiheit. Des Weiteren das Recht auf Bildung und Mehrsprachigkeit, Verbraucherschutz und die Hilfe zur Selbsthilfe im Kontext des Entwicklungsrechts.
Die Electronic Frontier Foundation kritisierte die Regierung der Vereinigten Staaten für ihr Vorgehen. Diese entzog während des Megaupload-Prozesses Menschen ihr Eigentumsrecht beim Speichern von Daten in einem Clouddienst.

## Sicherstellung des Internetzugangs
Folgende Länder haben Gesetze verabschiedet, die den Staat dazu verpflichten, Internetzugang weitestgehend zur Verfügung zu stellen und den Zugang von Individuen auf Information über das Internet vor unbegründeten Sperrungen durch den Staat zu schützen:
- Costa Rica: Ein Urteil vom 30. Juli 2010 des Höchstgerichts von Costa Rica besagt: „Ohne Angst vor Zweideutigkeit, kann man sagen, dass diese Technologien (Informations- und Kommunikationstechnologie) die Art wie Menschen kommunizieren beeinflusst haben, weltweit erleichtert sie uns die Verbindung zwischen Menschen und Institutionen und beseitigt dabei die Barrieren von Raum und Zeit. Gegenwärtig wird es zu einem grundlegenden Instrument, um die Ausübung der Grundrechte, der demokratischen Beteiligung (E-Demokratie), der Bürgerkontrolle, der Bildung, der Meinungsfreiheit, dem Zugang zu Informationen und öffentlichen Dienstleistungen, dem Recht auf Zugang zu diesen Technologien, der Kommunikation mit Regierung und der Verwaltungstransparenz, zu erleichtern. Dies schließt das grundlegende Zugriffsrecht auf diese Technologien – insbesondere das Recht auf Zugang zum Internet – mit ein.“[5]
- Estland: Im Jahr 2000, startete das Parlament ein massives Programm zur Erweiterung des Zugangs im ländlichen Gebieten. „Das Internet“, argumentiert die Regierung, „ist ein essentiell für das Leben im 21 Jahrhundert geworden.“[6]
- Finnland: Bis Juli 2010 sollte jeder Mensch in Finnland Zugang zu einem Ein-Megabit pro Sekunde Breitbandanschluss haben, nach Angaben des Ministeriums für Verkehr und Kommunikation. Bis 2015, sogar Zugang zu 100 Mbits pro Sekunde.[7]
- Frankreich: Im Juni 2009 erklärte der Verfassungsrat – das ist das höchste Gericht Frankreichs – in einer scharfzüngig formulierten Entscheidung den Zugang zum Internet als ein Grundrecht des Menschen, damit wurden Teile des Hadopi-Gesetzes niedergeschlagen, dass Täter ohne gerichtliche Überprüfung verfolgt hatte und automatisch den Netzwerkzugriff für diejenigen abschnitt, die nach zwei Warnungen weiterhin illegales Material aus dem Netz herunterluden.[8]
- Griechenland: Im Artikel 5A der Verfassung von Griechenland heißt es, dass alle Personen ein Recht haben, sich in der Informationsgesellschaft zu beteiligen und dass der Staat die Pflicht hat, die Errichtung, den Austausch, die Verbreitung und den Zugang zu elektronisch übertragenen Informationen zu erleichtern.[9]

- Spanien: Ab 2011 hatte das ehemalige Staatsmonopol Telefónica, dass den „Universaldienstvertrag“ des Landes hält, zu garantieren, „vernünftigerweise“ Breitband mit mindestens einen Megabyte pro Sekunde in ganz Spanien anzubieten.[10]

## APC Internet Rights Charter
Die APC Internet Rights Charter wurde von der Association for Progressive Communications (kurz APC) 2001 in Prag beim APC Europe Internet Rights Workshop gegründet. Die Charta stützt sich auf die „People’s Communications Charter“ und entwickelt sieben Themen: Internetzugang für alle, Meinungsfreiheit und Vereinigungsfreiheit; Zugang zu Wissen, gemeinsames Lernen und die Schaffung von freier und Open-Source-Software zur Technologieentwicklung; Privatsphäre; Überwachung und Verschlüsselung; Governance des Internets; Achtsamkeit, Schutz und Verwirklichung von Rechten.:39
Die APC besagt, dass „die Fähigkeit Informationen auszutauschen und frei über das Internet zu kommunizieren, entscheidend für die Verwirklichung der Menschenrechte ist, wie sie in der Allgemeinen Erklärung der Menschenrechte, im Internationalen Pakt über wirtschaftliche, soziale und kulturelle Rechte, im Internationalen Pakt über bürgerliche und politische Rechte und in der UN-Konvention zur Beseitigung jeder Form von Diskriminierung der Frau verankert sind.“

## Weltgipfel zur Informationsgesellschaft
Im Dezember des Jahres 2003 wurde der Weltgipfel zur Informationsgesellschaft (kurz WzI) unter der Schutzherrschaft der Vereinten Nationen einberufen.
Nach langwierigen Verhandlungen zwischen Regierungen, Unternehmen und Vertreter der Zivilgesellschaft wurde die WzI-Grundsatzerklärung verabschiedet,:1 die die Menschenrechte nochmals bestätigt:

“We reaffirm the universality, indivisibility, interdependence and interrelation of all human rights and fundamental freedoms, including the right to development, as enshrined in the Vienna Declaration. We also reaffirm that democracy, sustainable development, and respect for human rights and fundamental freedoms as well as good governance at all levels are interdependent and mutually reinforcing. We further resolve to strengthen the rule of law in international as in national affairs.”

„Wir bekräftigen die Universalität, Unteilbarkeit, Interdependenz und die gegenseitige Zuordnung aller Menschenrechte und Grundfreiheiten, einschließlich des Rechts auf Entwicklung, wie es in der Wiener Erklärung verankert ist. Wir bekräftigen ebenfalls, dass Demokratie, nachhaltige Entwicklung und die Achtung der Menschenrechte und Grundfreiheiten sowie gute Regierungsführung auf allen Ebenen voneinander abhängig sind und sich gegenseitig verstärken. Wir sind entschlossen, die Rechtsstaatlichkeit in internationalen wie in nationalen Angelegenheiten weiter zu stärken.“

Die WzI-Grundsatzerklärung nimmt auch konkret Bezug auf die Bedeutung des Rechts der freien Meinungsäußerung in der „Informationsgesellschaft“ und zwar mit den folgenden Worten:

“We reaffirm, as an essential foundation of the Information Society, and as outlined in Article 19 of the Universal Declaration of Human Rights, that everyone has the right to freedom of opinion and expression; that this right includes freedom to hold opinions without interference and to seek, receive and impart information and ideas through any media and regardless of frontiers. Communication is a fundamental social process, a basic human need and the foundation of all social organisation. It is central to the Information Society. Everyone, everywhere should have the opportunity to participate and no one should be excluded from the benefits of the Information Society offers.”

„Wir bekräftigen, als eine wesentliche Grundlage für die Informationsgesellschaft und die in Artikel 19 der Allgemeinen Erklärung der Menschenrechte dargelegt ist, dass jeder das Recht auf freie Meinungsäußerung besitzt; dass dieses Recht die Freiheit, Meinungen ungehindert zu vertreten und die Freiheit Informationen und Ideen einzuholen, einzuverleiben und über Medien jeder Art und ohne Rücksicht auf Staatsgrenzen zu verbreiten, beinhaltet. Kommunikation ist ein grundlegender sozialer Prozess, ein menschliches Grundbedürfnis und die Grundlage aller sozialen Organisation. Es ist von zentraler Bedeutung für die Informationsgesellschaft. Jeder sollten überall die Möglichkeit zur Teilnahme haben, und niemand sollte von den Vorteilen die die Informationsgesellschaft biete ausgeschlossen werden.“

Der WzI-Grundsatzerklärung von 2004 erkennt auch an, dass „es notwendig ist, die Nutzung von Informationsressourcen und Technologien für kriminelle und terroristische Zwecke zu verhindern, gleichzeitig aber die Menschenrechte dabei zu respektieren.“:2

### Kritik
Professor Wolfgang Benedek kommentierte dazu, dass die WzI-Erklärung nur eine Reihe von Verweisen auf Menschenrechte enthält und kein Verfahren oder Mechanismus beschreibt, das sicherstellen würde, dass die Menschenrechte in der Praxis berücksichtigt werden.:36

## Landschaft der Digitalen Rechte

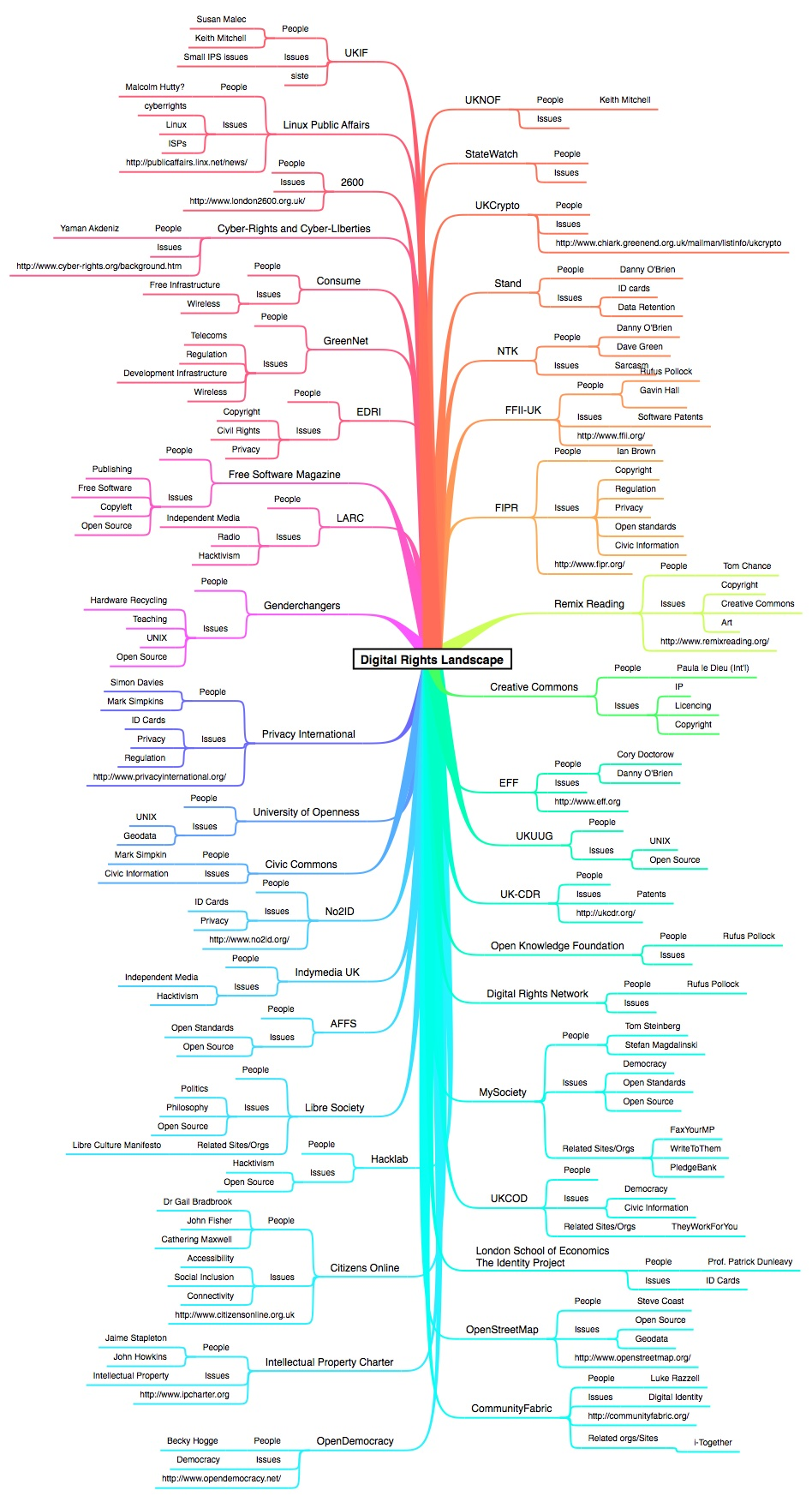
Ein Landschaftsdiagramm der digitalen Rechte

Im Jahre 2005 publizierte die Open Rights Group aus dem Vereinigten Königreich eine Landschaft der Digitalen Rechte, mit der sie eine Palette an Organisationen und Menschen dokumentiert, die sich aktiv für den Erhalt Digitaler Rechte einsetzen. Das Diagramm verknüpft Gruppen, Individuen und Webseiten zu bestimmten Interessensgebieten.

## Internet Bill of Rights
Die „Dynamische Koalition“ für eine „Internet Bill of Rights“ entstand in Vorbereitung auf den Weltgipfel zur Informationsgesellschaft 2008 (WSIS) in Rio, im Zuge dessen die Koalition einen großen Ankündigungsdialog für Internetrechte (im September 2007 in Rom) hielt und dadurch ein gewisses Forum schuf. Das Dialogforum stellte fest, dass das Ziel nicht auf der Entwicklung einer gesetzlichen „Bill of Rights“ liegen sollte, sondern man eher an einem Leitfaden arbeiten solle, der die bestehenden Menschenrechte, mit Blick auf die Bedürfnisse und Herausforderungen der Informationsgesellschaft, festhalten sollte. Die Koalition plant eine Bestandsaufnahme der bestehenden internationalen Menschenrechtsinstrumente und als Engagementplattform zu dienen, um den Inhalt des „Internet Bill of Rights“ zu erarbeiten.:38

## Globale Netzwerk Initiative
Am 29. Oktober 2008 wurde die „Global Network Initiative“ (kurz GNI, deutsch: Globale Netzwerk Initiative) auf den „Prinzipien der Meinungsfreiheit und der Privatsphäre“ gegründet.
Die Initiative wurde im 60. Jubiläumsjahr des Allgemeine Erklärung der Menschenrechte (kurz AEMR) ins Leben gerufen und basiert auf international anerkannten Gesetzen und Normen für Menschenrechte der Meinungsfreiheit und Privatsphäre diese dienten nicht nur als Grundlage für das AEMR, sondern auch für den Internationalen Pakt über bürgerliche und politische Rechte (kurz IPbpR) und den Internationalen Pakt über wirtschaftliche, soziale und kulturelle Rechte (kurz IPwskR). Zu den Teilnehmer der Initiative zählen die Electronic Frontier Foundation, Human Rights Watch, Google, Microsoft, Yahoo und viele weitere große Unternehmen, Menschenrechtsorganisationen, Investoren, und Akademiker.
Nach Berichten zufolge wurde Cisco Systems zu den ersten Gesprächen eingeladen, die Firma hat aber nie daran teilgenommen.
Harrington Investments, welcher vorschlug Cisco sollte ein Menschenrechtsbehörde gründen, wies den GNI als Verhaltenskodex ab, da er für ihn keinerlei Wirkung hatte. Chief Executive John Harrington nannte den GNI ein „bedeutungsloses Geräusch“ und stattdessen forderte er, dass eine Satzung eingeführt werde, die Firmenvorstände zwingt die Menschenrechte zu akzeptieren und diese verantwortungsbewusst umzusetzen.

## BBC World Service weltweite Meinungsumfrage
Eine Umfrage von 27.973 Erwachsene aus 26 Ländern, darunter 14.306 Internet-Nutzer, ließ das BBC World Service von der internationalen Meinungsforschungsinstitut Globescan, mit Hilfe von Telefon und in persönlichen Interviews zwischen dem 30. November 2009 und dem 7. Februar 2010, durchführen. Globescan Vorsitzender Doug Miller meint, dass die Umfrage insgesamt ergab, dass:

„Trotz Sorgen um Privatsphäre und Betrug, sehen Menschen weltweit den Zugang zum Internet als ihr Grundrecht an. Sie denken, das Netz ist eine Kraft für das Gute und die meisten wollen nicht, dass Regierungen es regulieren.“

Erkenntnisse aus der Umfrage sind:
- Fast vier von fünf Internetnutzern (78 %) meinen, dass das Internet ihnen mehr Freiheit gegeben hat.
- Die meisten Internetnutzer (53 %) meinen, dass das Internet niemals irgendwo von irgendeiner Regierungsebene reguliert werden soll.
- Die Meinung war gespalten bei dem Punkt, ob das Internet ein sicherer Ort sei um seine Meinung zu äußern, 48 % antworten mit ja und 49 % mit Nein.
- Die Aspekte des Internet, die für die meisten beunruhigen sind: Betrug (32 %), gewalttätige und explizite Inhalte (27 %), Gefahren für die Privatsphäre (20 %), Zensur von Inhalten (6 %), und der Umfang an Unternehmenspräsenz (3 %).
- Fast vier von fünf Internet-Nutzern und Nicht-Nutzern weltweit empfinden, dass der Zugang zum Internet ein Grundrecht ist (50 % stimmten zu, 29 % stimmten teilweise zu, 9 % waren teilweise nicht einverstanden, 6 % waren stark anderer Meinung, und 6 % gaben keine Meinung dazu ab).[22]

## Empfehlungen vom UN-Sonderberichterstatter
Die 88 Empfehlungen vom Sonderberichterstatter für die Förderung und Schutz des Rechts auf freie Meinungsäußerung vom Mai 2011 Bericht an den UN-Menschenrechtsrat der Generalversammlung der Vereinten Nationen beinhaltet mehrere Punkte die die Frage des Internetzugangs betreffen:

“67. Unlike any other medium, the Internet enables individuals to seek, receive and impart information and ideas of all kinds instantaneously and inexpensively across national borders. By vastly expanding the capacity of individuals to enjoy their right to freedom of opinion and expression, which is an ‚enabler‘ of other human rights, the Internet boosts economic, social and political development, and contributes to the progress of humankind as a whole. In this regard, the Special Rapporteur encourages other Special Procedures mandate holders to engage on the issue of the Internet with respect to their particular mandates.
78. While blocking and filtering measures deny users access to specific content on the Internet, States have also taken measures to cut off access to the Internet entirely. The Special Rapporteur considers cutting off users from Internet access, regardless of the justification provided, including on the grounds of violating intellectual property rights law, to be disproportionate and thus a violation of article 19, paragraph 3, of the International Covenant on Civil and Political Rights.
79. The Special Rapporteur calls upon all States to ensure that Internet access is maintained at all times, including during times of political unrest.
85. Given that the Internet has become an indispensable tool for realizing a range of human rights, combating inequality, and accelerating development and human progress, ensuring universal access to the Internet should be a priority for all States. Each State should thus develop a concrete and effective policy, in consultation with individuals from all sections of society, including the private sector and relevant Government ministries, to make the Internet widely available, accessible and affordable to all segments of population.”

„67. Im Gegensatz zu jedem anderen Medium, ermöglicht das Internet Individuen Informationen zu suchen, zu erhalten und weiterzugeben, somit können Ideen aller Art zeitnah und kostengünstig über Staatsgrenzen hinweg kommuniziert werden.Durch die enorm erweiterte Möglichkeiten des Einzelnen, sein/ihr Recht auf Meinungsfreiheit und freie Meinungsäußerung zu genießen, welcher ein „Ermöglicher“ anderer Menschenrechte ist, steigert das Internet die wirtschaftliche, soziale und politische Entwicklung und trägt zum Fortschritt der Menschheit insgesamt bei. In dieser Hinsicht, ermutigt der Sonderberichterstatter andere Sonderverfahrenmandatsträger, sich zum Thema Internet, im Hinblick auf ihre jeweiligen Mandate, zu engagieren.
78. Während Sperrung und Filtermaßnahmen Benutzern den Zugriff auf spezifische Inhalte im Internet verweigern, haben Staaten auch Maßnahmen ergriffen, um vollständig den Zugang zum Internet zu trennen. Der Sonderberichterstatter ist der Auffassung, Benutzer einen Internet-Zugang zu verweigern, unabhängig von der vorgebrachten Begründung – einschließlich der Begründung der Verletzung von Rechten an geistigem Eigentum – unverhältnismäßig und damit einen Verstoß gegen Artikel 19 Absatz 3 des Internationalen Abkommen über bürgerliche und politische Rechte ist.
79. Der Sonderberichterstatter fordert alle Staaten dazu auf, Internet-Zugang für alle Zeiten aufrechtzuerhalten, auch in Zeiten politischer Unruhen.
85. Da das Internet sich zu einem unverzichtbaren Werkzeug für die Realisierung einer Reihe von Menschenrechten, die Bekämpfung von Ungleichheit und zur Beschleunigung der Entwicklung und den Fortschritt der Menschheit entwickelt hat, sollte es daher für jedes Land vorrangig sein einen allgemeinen Zugang zum Internet sicherzustellen. Jeder Staat sollte, konkrete und wirksame Strategie, in Abstimmung mit Menschen aus allen Teilen der Gesellschaft, einschließlich des Privatsektors und die zuständigen Ministerien, entwickeln um das Internet weit verbreitet, zugänglich und erschwinglich für alle Teile der Bevölkerung zu machen.“

Diese Empfehlungen haben zu dem Vorschlag geführt, dass Internetzugang an sich ein grundlegendes Menschenrecht ist bzw. eines werden soll.

## Internet Society’s weltweite Internetnutzerbefragung
Im Juli und August 2012 hat die Internet Society online Interviews mit mehr als 10.000 Internetnutzern aus 20 Ländern durchgeführt. Ein Teil der Ergebnisse relevant für digitale Rechte ist in der folgenden Tabelle zusammengefasst.
| Fragen | Anzahl der Antworten | Antworten                                                                   |
| --- | -------------------- | --------------------------------------------------------------------------- |
| Zugang zum Internet sollte als ein Menschenrecht angesehen werden.                                                                                                | 10,789               | 83 % Zustimmung, 14 % keine Zustimmung, 3 % keine Ahnung                    |
| Jedes Land hat das Recht, das Internet so zu regulieren, wie sie es für richtig halten.                                                                           | 10,789               | 67 % Zustimmung, 29 % keine Zustimmung, 4 % keine Ahnung / nicht zutreffend |
| Das Internet hilft der Gesellschaft mehr als es ihr schadet. | 10,789               | 83 % Zustimmung, 13 % keine Zustimmung, 4 % keine Ahnung / nicht zutreffend |
| Erhöhte staatliche Kontrolle des Internets würde dazu führen, dass ich das Internet weniger nutzen würde.                                                         | 9,717                | 57 % Zustimmung, 39 % keine Zustimmung, 5 % keine Ahnung / nicht zutreffend |
| Erhöhte staatliche Kontrolle des Internets würde die Anzahl der Nutzer erhöhen.                                                                                   | 9,717                | 40 % Zustimmung, 52 % keine Zustimmung, 8 % keine Ahnung / nicht zutreffend |
| Regierungen in meinem Land sollten dem Ausbau des Internets und den daraus resultierenden Vorteile eine höhere Priorität geben.                                   | 10,789               | 83 % Zustimmung, 11 % keine Zustimmung, 5 % keine Ahnung / nicht zutreffend |
| Damit das Internet sein volles Potential in meinem Land erreichen kann, müssen Bürger in der Lage sein es ohne Daten- und Inhaltsbeschränkungen nutzen zu können. | 10,789               | 79 % Zustimmung, 17 % keine Zustimmung, 4 % keine Ahnung / nicht zutreffend |

## Interessenvertreter der Digitalen Rechte
- AccessNow
- Center for Democracy and Technology
- Digital Rights Ireland
- Electronic Frontier Foundation
- Entertainment Consumers Association
- European Digital Rights
- Free Software Foundation
- IT-Political Association of Denmark
- Open Rights Group
- Public Knowledge
- TestPAC, US politische Aktionsgruppe